# Erica Ellyson
Erica Ellyson (sinh ngày 01 tháng 10 năm 1984) là một nữ người mẫu khỏa thân của Hoa Kỳ, cô là một trong những người mẫu khỏa thân được hâm mộ nhất nước Mỹ.

## Sự nghiệp
Erica Ellyson được sinh ra và lớn lên tại một ngôi làng nhỏ thuộc Hurley, phía Nam Mississippi. Thuở thiếu thời cô có ước mơ sau này sẽ trở thành một y tá.
Sau khi tốt nghiệp trung học, cô đã chuyển đến Jacksonville, Bắc Carolina, nơi mà Erica thành danh trong nghiệp người mẫu.
Với khuôn mặt khả ái cùng với những đường cong quyến rũ và đầy gợi cảm trên cơ thể, Erica Ellyson trở thành khách mời quen thuộc cho những bộ sưu tập ảnh của tạp chí Penthouse.
Tháng 01 năm 2007, cô được nhận giải thưởng Penthouse Pet of the Month do các độc giả bầu chọn.
Những bộ sưu tập ảnh của Erica Ellyson luôn nhận được sự ủng hộ từ phía người hâm mộ, đặc biệt là đàn ông. Họ háo hức muốn được chiêm ngưỡng thân hình gợi cảm của cô.
Erica Ellyson hiện là bạn gái của ngôi sao bóng chày Clay Buchholz.